# プロレタリア革命
プロレタリア革命とは、プロレタリアート（労働者階級）が農民をはじめとする勤労人民を指導して、ブルジョア（中産階級）の政治権力を打倒し、プロレタリアート独裁を樹立し、資本主義社会から社会主義社会をめざす革命を指すマルクス主義の用語。マルクス主義者は、民主主義革命をブルジョア革命と呼んで対照としている。また社会主義革命とも呼ばれるが、「プロレタリア革命」という場合には革命の指導勢力に力点が置かれている。
歴史的には、1871年のパリ・コミューンが短期間に終わったものの最初のプロレタリア革命である。マルクスの主義とは異なり、世界史の実際の過程では、最初の社会主義革命は西欧ではなく、西欧よりも経済的、社会的、文化的に後れていたロシアで成功した。第一次世界大戦が1917年のロシア革命を生み出した。1919年にコミンテルンが結成され、プロレタリア革命の波を西欧へと拡大する試みがなされたが、ハンガリーの短期間に終わった革命をのぞいて西欧諸国での革命は成功せず、ソ連は孤立を余儀なくされ、1924年から一国社会主義論を掲げるスターリン主義が台頭することとなる。1930年代にコミンテルンとヨーロッパ諸国の共産党は、社会主義政党が統一戦線をつくったが、失敗した。戦後に東欧など社会主義国となった国で、革命前の制度と文化をブルジョア的なものとして継承拒否した例があるが、結果的には政治的な混乱と経済的、社会的、文化的な後退をもたらした。1980年代後半に始まった東欧の民主化と91年のソ連の崩壊で社会主義体制を多くの国が放棄した。